# Подгорний (Нагайбацький район)
Подгорний (рос. Подгорный) — селище у Нагайбацькому районі Челябінської області Російської Федерації.
Входить до складу муніципального утворення Кассельське сільське поселення. Населення становить 189 осіб (2010).

## Історія
Згідно із законом від 9 липня 2004 року органом місцевого самоврядування є Кассельське сільське поселення.

## Населення
| 2002 | 2010 |
| ---- | ---- |
| 258  | ↘189 |